# Frank Mayo
Frank Mayo (né le 28 juin 1886 à New York et mort le 9 juillet 1963 à Laguna Beach) est un acteur américain qui a joué dans plus de 300 films.

## Biographie
Mayo fut marié de 1921 à 1928 à l'actrice Dagmar Godowsky.

## Filmographie partielle

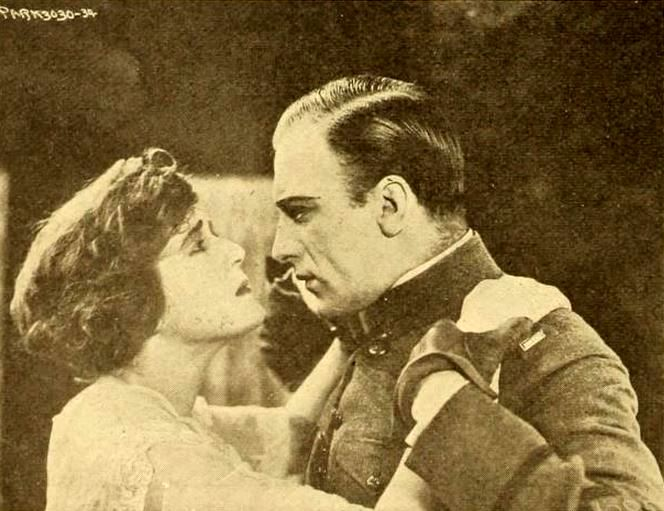
Mary MacLaren et Frank Mayo dans The Amazing Wife (1919.)

- 1915 : The Red Circle de George Ridgwell
- 1916 : Shadows
- 1919 : The Amazing Wife
- 1919 : Dégradation (The Brute Breaker) de Lynn Reynolds
- 1919 : La Séductrice (A Little Brother of the Rich) de Lynn Reynolds
- 1920 : The Girl in Number 29 de John Ford
- 1920 : The Red Lane de Lynn Reynolds
- 1920 : L'Obstacle de John Ford
- 1921 : The Shark Master de Fred LeRoy Granville
- 1922 : The Altar Stairs
- 1923 : Âmes à vendre (Souls for Sale) de Rupert Hughes
- 1923 : Sous la terre meurtrie (Six Days) de Charles Brabin
- 1924 : Capricciosa de King Vidor
- 1924 : The Shadow of the Desert
- 1924 : Is Love Everything? de Christy Cabanne
- 1924 : The Plunderer
- 1925 : The Unknown Lover
- 1931 : Quartier chinois (Chinatown After Dark) de Stuart Paton
- 1931 : Justiciers du Texas (Alias the Bad Man) de Phil Rosen
- 1935 : Rivaux (Under Pressure) de Raoul Walsh
- 1936 : Gardez-les sous les verrous (Don't Turn 'em Loose) de Benjamin Stoloff
- 1936 : Le Mystère de Mason Park (Two in the Dark) de Benjamin Stoloff
- 1939 : En surveillance spéciale (Invisible Stripes) de Lloyd Bacon
- 1939 : Nancy Drew et l'escalier secret (Nancy Drew and the Hidden Staircase) de William Clemens
- 1939 : A Child Is Born de Lloyd Bacon
- 1940 : Torrid Zone de William Keighley
- 1940 : British Intelligence Service (British Intelligence) de Terry O. Morse
- 1940 : Three Cheers for the Irish de Lloyd Bacon
- 1941 : L'Amour et la Bête (The Wagons Roll At Night) de Ray Enright
- 1941 : Honeymoon for Three de Lloyd Bacon
- 1942 : Lady Gangster
- 1942 : Wings for the Eagle de Lloyd Bacon
- 1945 : The Lady Confesses de Sam Newfield
- 1947 : Mon loufoque de mari (Her Husband's Affairs) de S. Sylvan Simon

## Crédit d'auteurs
- (en) Cet article est partiellement ou en totalité issu de l’article de Wikipédia en anglais intitulé « Frank Mayo (actor) » (voir la liste des auteurs).